# Paul Rae

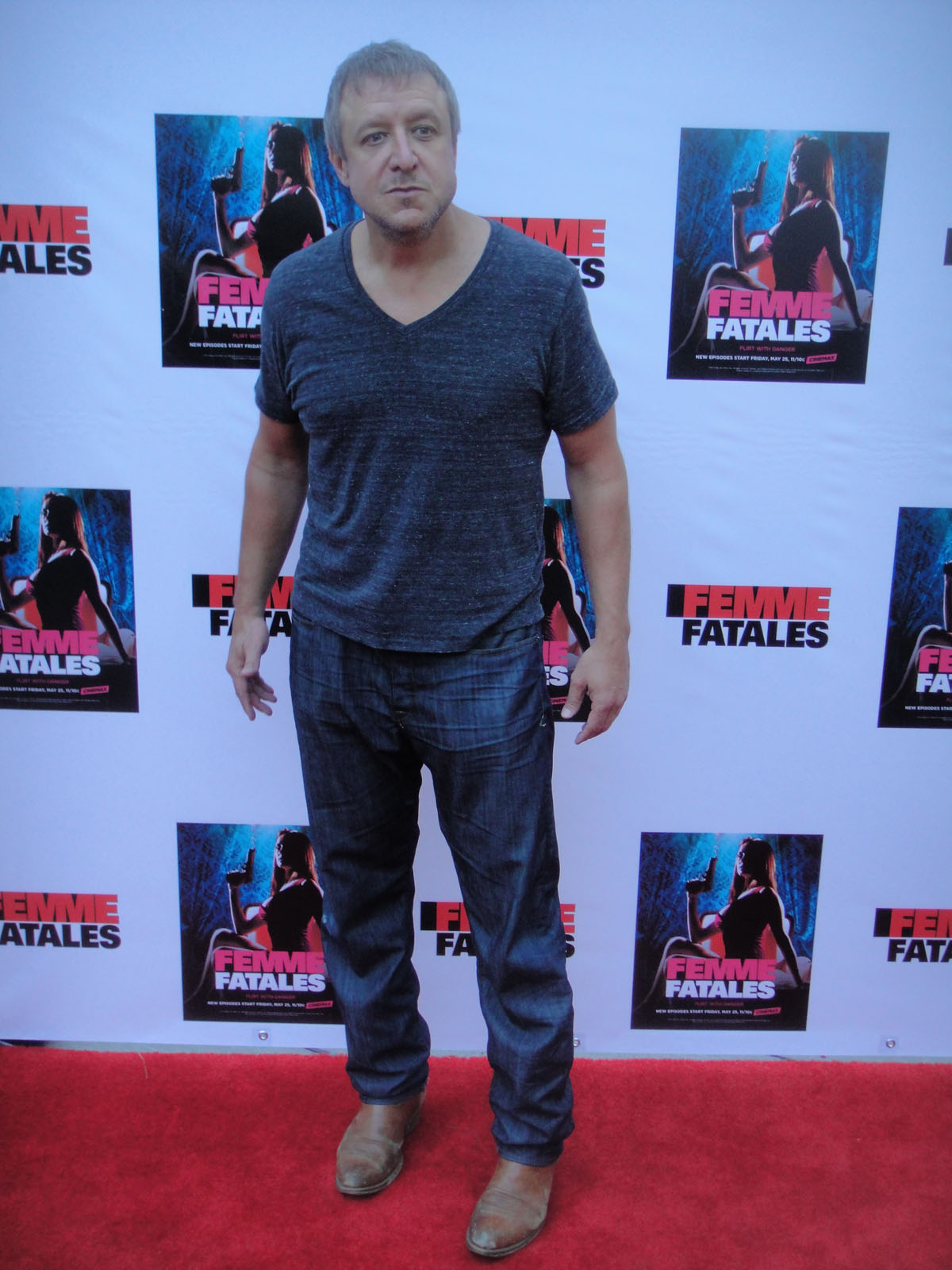
Paul Rae (2012)

Paul Rae (* 27. Juni 1968 in New Orleans, Louisiana als Paul Rae Stuart) ist ein US-amerikanischer Schauspieler.

## Leben und Karriere
Paul Rae stammt aus New Orleans. Er wuchs in Bogalusa auf und besuchte nach dem Schulabschluss die Louisiana State University in Baton Rouge, die der er mit dem Master of Fine Arts in Theater abschloss. Rae war ein Mitglied er Bruderschaft Sigma Nu. Außerdem spielte er während seiner Zeit an der Universität American Football auf den Positionen der Defensive Line. Mitte der 1990er Jahre verließ er die Heimat und zog an die Westküste um in Kalifornien als Schauspieler zu arbeiten.
Rae ist seit 2002 als Schauspieler aktiv. Eine seiner ersten Rollen übernahm er dem Kurzfilm The Package. Danach folgten eine Reihe von Gastrollen im US-amerikanischen Fernsehen, etwa in Sabrina – Total Verhext!, CSI: Vegas, Star Trek: Enterprise, Las Vegas, Monk, Desperate Housewives, Navy CIS, The West Wing – Im Zentrum der Macht, Malcolm mittendrin, The Closer, Moonlight, Dr. House, Californication, Criminal Minds und Fringe – Grenzfälle des FBI. 2005 übernahm er eine kleine Rolle im Filmdrama Coach Carter. Ein Jahr darauf war er als Denning im Familienfilm Air Buddies – Die Welpen sind los zu sehen. 2007 übernahm er als Flagman eine Nebenrolle im Actionfilm Next und war zudem als Phil Ryerson in der Filmkomödie Der Kindergarten Daddy 2: Das Feriencamp zu sehen. 2008 verkörperte er das Repräsentantenhausmitglied, Kent Hance, in der Filmbiografie W. – Ein missverstandenes Leben.
2010 trat Rae als Emmett Qincy im Western True Grit auf. 2012 spielte er als Anthony eine Nebenrolle im Horrorfilm Inside – Deadly Prison. 2013 verkörperte er Bürgermeister Burt Hartman im Slasherfilm Texas Chainsaw 3D. Ein Jahr darauf wirkte er als Chad in der Komödie Professor Love mit. Weitere Serienauftritte folgten in Justified, Mad Men, Supernatural, Legit, True Blood und Aquarius. In der 2015 veröffentlichten Dramaserie Blood & Oil übernahm Rae die Rolle des Garry Laframboise. 2017 trat er als Dale in einer wiederkehrenden Rolle in der Serie Brockmire auf. Noch im selben Jahr folgte eine Nebenrolle als Melvin Stubbs in der Serie Damnation. 2018 übernahm er eine Nebenrolle im Horrorfilm Open House und trat im Kapitel Meal Ticket des Western The Ballad of Buster Scruggs auf.

## Filmografie (Auswahl)
- 2002: The Package (Kurzfilm)
- 2003: Sabrina – Total Verhext! (Sabrina, the Teenage Witch, Fernsehserie, Episode 7x16)
- 2003: CSI: Vegas (CSI: Crime Scene Investigation, Fernsehserie, Episode 4x04)
- 2003: Star Trek: Enterprise (Fernsehserie, Episode 3x09)
- 2004: Las Vegas (Fernsehserie, Episode 1x16)
- 2004–2006: The West Wing – Im Zentrum der Macht (The West Wing, Fernsehserie, 2 Episoden)
- 2005: Coach Carter
- 2005: Monk (Fernsehserie, Episode 3x12)
- 2005: Desperate Housewives (Fernsehserie, 2 Episoden)
- 2005: Navy CIS (NCIS, Fernsehserie, Episode 2x21)
- 2006: Malcolm mittendrin (Malcolm in the Middle, Fernsehserie, Episode 7x17)
- 2006: Air Buddies – Die Welpen sind los (Air Buddies)
- 2007: Next
- 2007: Girl, Positive (Fernsehfilm)
- 2007: The Closer (Fernsehserie, Episode 3x06)
- 2007: Der Kindergarten Daddy 2: Das Feriencamp (Daddy Day Camp)
- 2007: I Gotta Be Better Than Keanu
- 2007: South of Pico
- 2007: Moonlight (Fernsehserie, Episode 1x10)
- 2008: Snow Buddies – Abenteuer in Alaska (Snow Buddies, Stimme)
- 2008: The Last Lullaby
- 2008: Dr. House (House M.D., Fernsehserie, Episode 4x13)
- 2008: Solar Flare
- 2008: Californication (Fernsehserie, Episode 2x02)
- 2008: W. – Ein missverstandenes Leben (W,)
- 2009: Eleventh Hour – Einsatz in letzter Sekunde (Eleventh Hour, Fernsehserie, Episode 1x10)
- 2009: Wake
- 2009: Criminal Minds (Fernsehserie, 2 Episoden)
- 2009: Midgets Vs. Mascots
- 2009: Santa Buddies – Auf der Suche nach Santa Pfote (Santa Buddies)
- 2009: Fringe – Grenzfälle des FBI (Fringe, Fernsehserie, Episode 2x08)
- 2010: Memphis Beat (Fernsehserie, Episode 1x04)
- 2010: The Kane Files: Life of Trial
- 2010: True Grit
- 2011: Meine Schwester Charlie (Good Luck, Charly, Fernsehserie, Episode 2x24)
- 2012: Femme Fatales (Fernsehserie, Episode 2x10)
- 2012: Santa Pfote 2 – Die Weihnachts-Welpen (Santa Paws 2: The Santa Pups)
- 2012: Inside – Deadly Prison
- 2013: Texas Chainsaw 3D
- 2013: Justified (Fernsehserie, Episode 1x04)
- 2013: Mad Men (Fernsehserie, Episode 6x12)
- 2013: Supernatural (Fernsehserie, Episode 9x02)
- 2014: Legit (Fernsehserie, Episode 2x08)
- 2014: True Blood (Fernsehserie, Episode 7x01)
- 2014: Professor Love
- 2015: Aquarius (Fernsehserie, 2 Episoden)
- 2015: Blood & Oil (Fernsehserie, 8 Episoden)
- 2016: No Way to Live
- 2016: Kill the King
- 2017: Carter & June
- 2017: Brockmire (Fernsehserie, 8 Episoden)
- 2017–2018: Damnation (Fernsehserie, 6 Episoden)
- 2018: Open House
- 2018: The Ballad of Buster Scruggs
- 2018: Patriot (Fernsehserie, 5 Episoden)
- 2021: Year of the Detectives
- 2022: The Lincoln Lawyer (Fernsehserie, 3 Episoden)